# Gamla Riksarkivet
Gamla Riksarkivet (Anciennes Archives nationales) est un bâtiment situé sur l'île historique de Riddarholmen à Stockholm, en Suède. Riksarkivet, les Archives nationales suédoises, étaient situées dans le bâtiment jusqu'en 1968.

## Description
L'architecture néo-romane en brique du XIXe siècle du bâtiment fait allusion à l'histoire médiévale de Riddarholmen. Le plan du bâtiment est cependant typique des édifices publics de son époque, la partie centrale de grand effet clairement articulée dans la façade ainsi que les immenses fenêtres de la salle de lecture. Le bâtiment est relié au palais Stenbock où les archives ont été créées en 1863. L'édifice est également de style similaire au bâtiment Norstedt situé juste au nord de celui-ci.

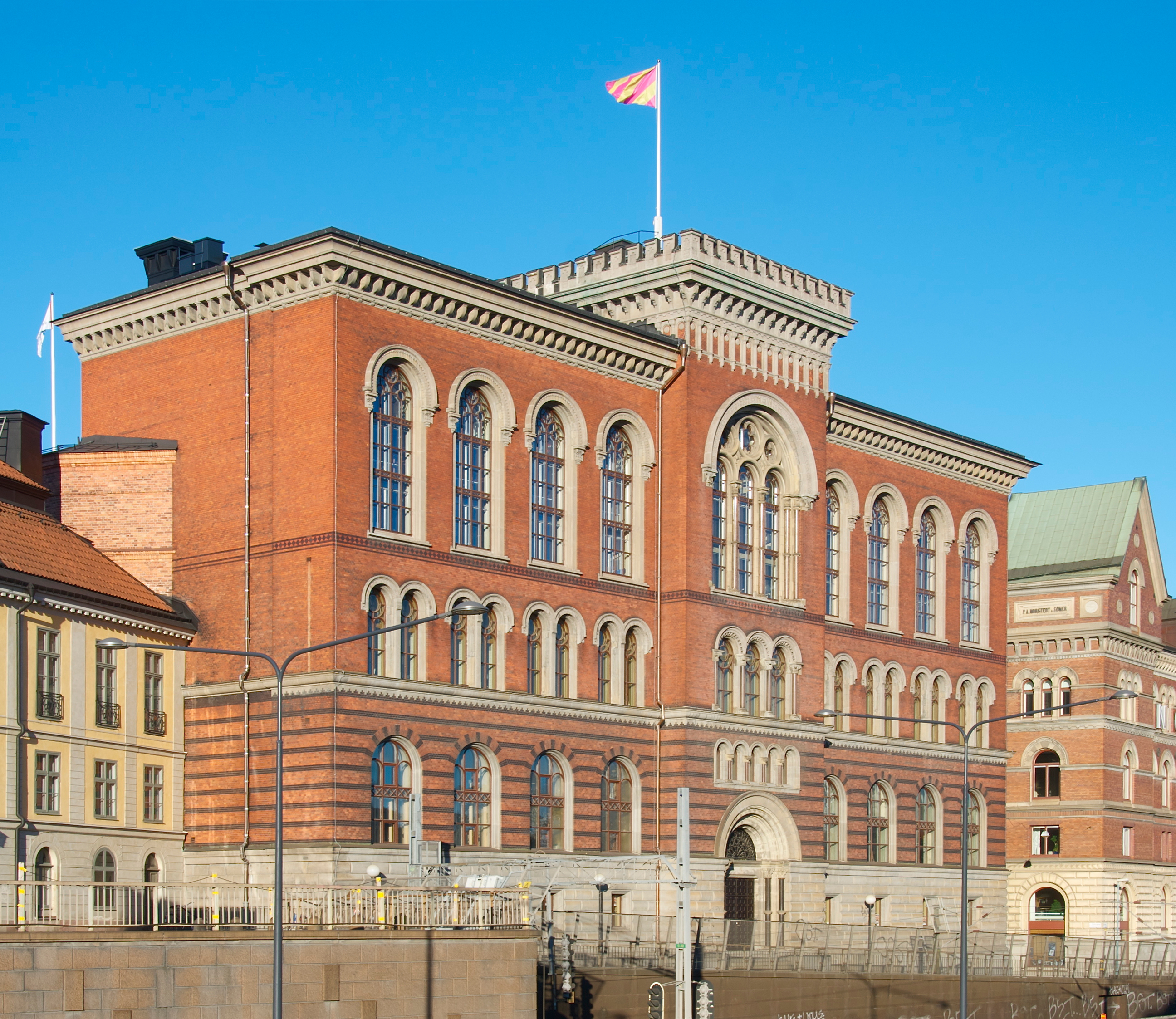
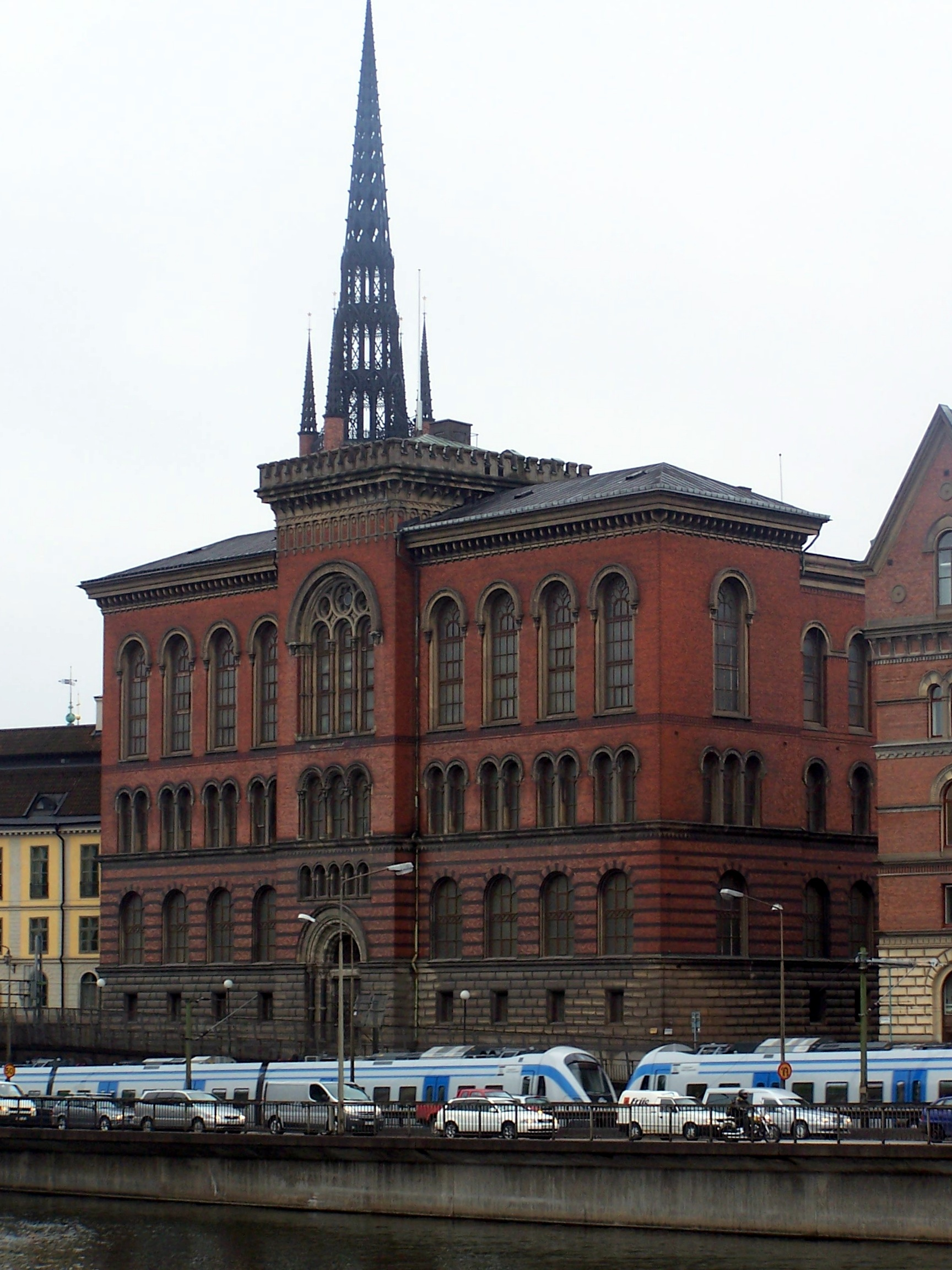
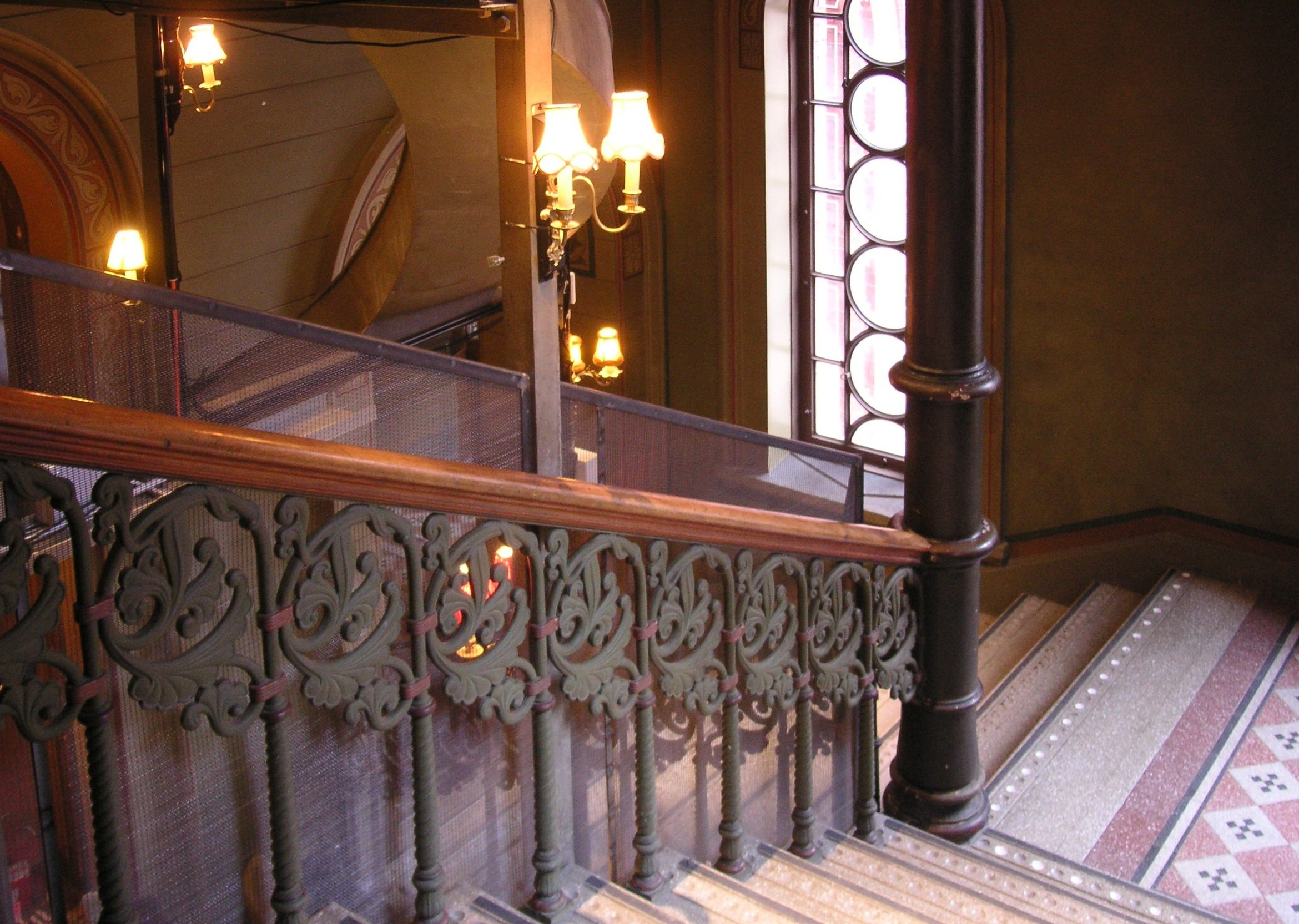